# Zwitserse parlementsverkiezingen 1875
De Zwitserse parlementsverkiezingen van 1875 vonden plaats op 31 oktober 1875. Er werden 135 leden van de Nationale Raad verkozen, evenveel in vergelijking met de vorige verkiezingen in 1872. De linkse radicalen bleven bij deze verkiezingen de grootste formatie in de Nationale Raad met 63 van de 135 zetels, een verdere stijging in vergelijking met de vorige verkiezingen van 1872. De tiende legislatuur die hierop volgde ging van start op 6 december 1875 en duurde drie jaar.

## Verloop van de verkiezingen

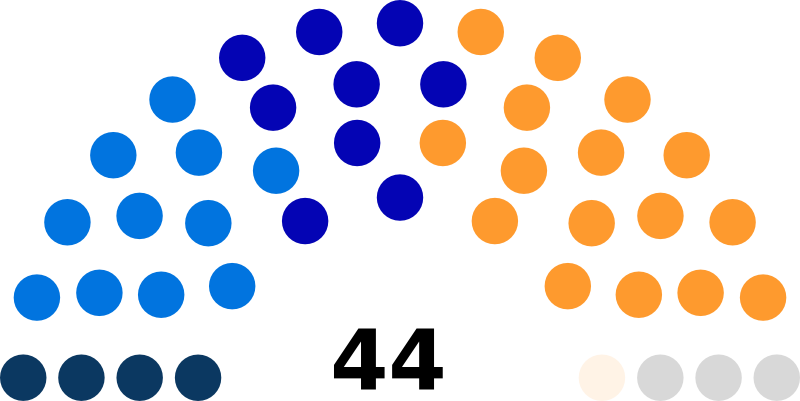
Zetelverdeling in de Kantonsraad.

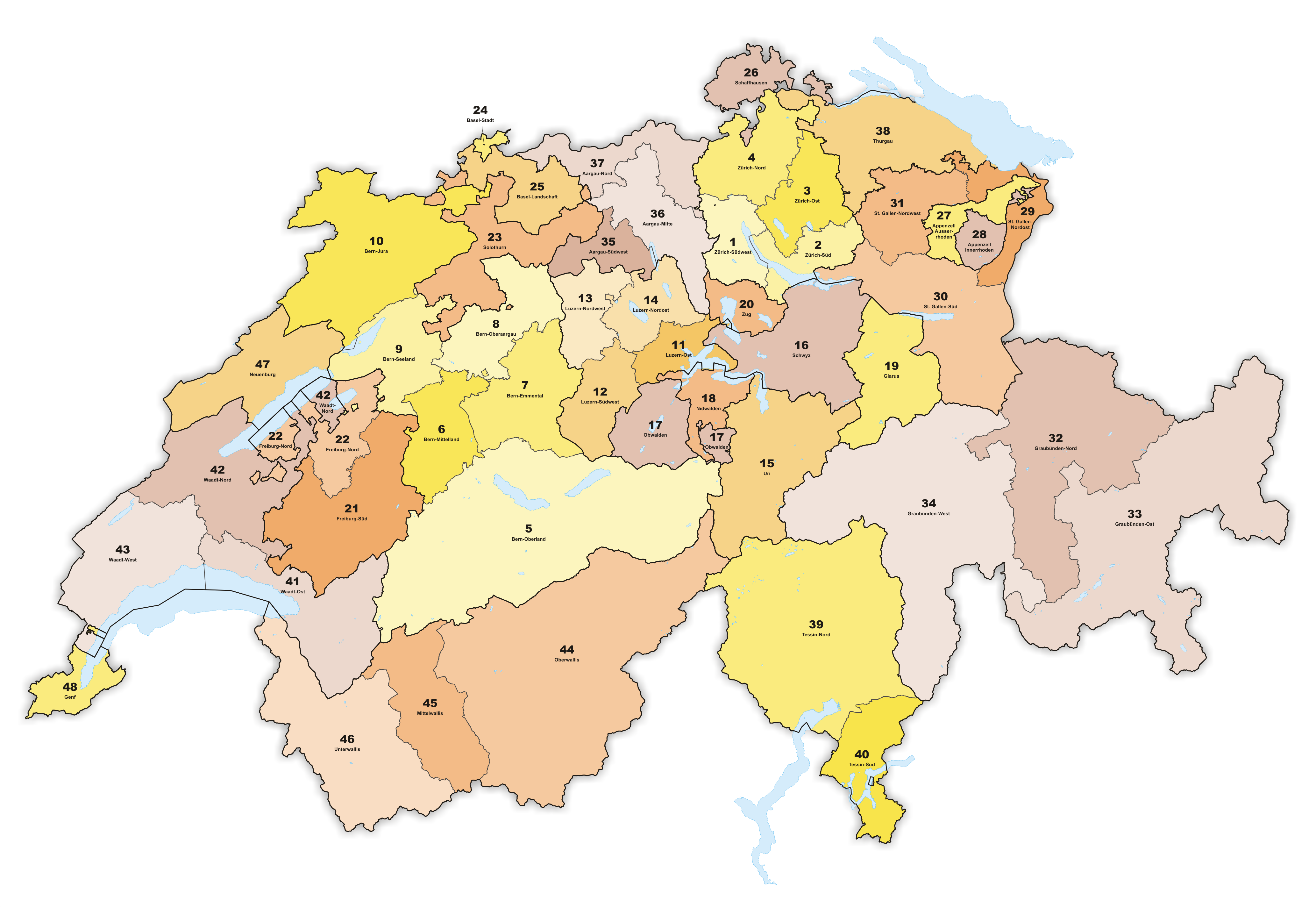
De 48 kiesdistricten zoals die golden voor de federale verkiezingen van 1872 tot en met die van 1878.

Bij deze verkiezingen werden tevens enkele leden van de Kantonsraad direct verkozen door de kiesgerechtigde bevolking. Dit gebeurde in de kantons Obwalden (via de Landsgemeinde), Solothurn, Thurgau en Zürich. In de overige kantons waren de verkiezingen voor de Kantonsraad nog steeds niet geregeld. De kantons hernieuwden vaak het mandaat van hun zittende Kantonsraadsleden, die op verscheidene data werden verkozen door de kantonnale parlementen.
Deze verkiezingen waren de eerste sinds de invoering van de nieuwe grondwet van 29 mei 1874. De nieuwe regelgeving omtrent het organiseren van referenda versterkte de positie van de conservatieve katholieken, daar zij deze als drukkingsmiddel konden gebruiken. De conservatieve katholieken versterken zich tevens op organisatorisch vlak door de oprichting van de Zwitserse Conservatieve Vereniging (Association conservatrice suisse), een vroege voorloper van de huidige Christendemocratische Volkspartij (CVP/PDC).
De verkiezingscampagne speelde zich ook ruimer af in het geheel van de Kulturkampf. Het grote doel van de oppositiekrachten na de grondwetswijziging werd dan ook het breken van de meerderheid van de liberalen in het federaal parlement die al sinds de oprichting van de moderne Confederatie in 1848 bestond. In verschillende kantons ontstonden daarom verscheidene allianties. Zo verenigde de Democratische Partij van het kanton Zürich zich met de Grütlivereniging (Grütliverein) en stapte deze partij naar de kiezer met een sociaal programma met sociale eisen zoals de tienurenwerkdag en wetgeving op de fabrieksarbeid, wat hen lijnrecht tegenover de liberalen en de gegoede klasse plaatste. Hoewel de Sociaaldemocratische Partij van Zwitserland bij deze verkiezingen nog niet bestond, zouden bij de verkiezingen van 1875 voor het eerst lijsten van socialistische strekking opkomen, zij het dat zij slechts 0,1% van de stemmen behaalden.
Net zoals bij de vorige verkiezingen sinds die van 1848, bleven ook nu linkse radicalen voor de tiende verkiezingen op rij de grootste met 63 zetels en 38,2% van de stemmen voor de Nationale Raad. De conservatieve katholieken, die voor het eerst opkwamen als de Zwitserse Conservatieve Vereniging, gingen er weerom op vooruit en behaalde 33 zetels (stijging van drie zetels) en 25,7% van de stemmen. In het kanton Sankt Gallen werden voor het eerst uit elke politieke fractie in het federaal parlement iemand verkozen.
Van de 635.745 stemgerechtigde mannen van 20 jaar en ouder namen 375.666 personen deel aan de verkiezingen, wat een opkomst betekende van 59,1%, een daling van 3,0% ten opzichte van de vorige verkiezingen.
De hoogste opkomst werd genoteerd in het kanton Aargau (85,6%), wat een hogere opkomst was dan in het kanton Schaffhausen, waar ondanks een opkomstplicht slechts 73,7% van de kiezers ging stemmen. In Zug nam slechts 31,4% van de kiezers deel aan de verkiezingen, de laagste procentuele opkomst in deze verkiezingen.

## Resultaat
|  | Strekking/partij                   | Ideologie                                          | Zetels Nationale Raad | Zetels Kantonsraad |
|  | ---------------------------------- | -------------------------------------------------- | --------------------- | ------------------ |
|  | linkse radicalen                   | radicalen, radicaal-democraten, centrumlinks       | 63                    | 11                 |
|  | Zwitserse Conservatieve Vereniging | conservatieve katholieken, rechts                  | 33                    | 16                 |
|  | gematigde liberalen                | liberalen, gematigden, liberaaldemocraten, centrum | 22                    | 9                  |
|  | Democratische Partij               | links                                              | 15                    | 4                  |
|  | evangelisch rechts                 | conservatieve protestanten, rechts                 | 2                     | 0                  |
|  | onafhankelijken                    | onafhankelijk                                      | -                     | 3                  |
|  | vacant                             | vacant                                             | -                     | 1                  |